# Aaron Stanford
Aaron Stanford (ur. 27 grudnia 1976 w Westford) – amerykański aktor filmowy, telewizyjny i głosowy. Wystąpił roli Pyro w X-Men i szeregowego Polonsky’ego w Call of Duty: World at War.

## Życiorys
Urodził się w Westford w Massachusetts jako syn Judith (z domu Dupras), profesor języka angielskiego i Dona Stanforda, który pracował w wydawnictwie. Jego rodzina miała pochodzenie francuskie, kanadyjskie, angielskie, niemieckie, irlandzkie i walijskie. Jego brat David jest muzykiem. Uczęszczał do szkoły średniej w Westford Academy i tam poznał swojego pierwszego nauczyciela aktorstwa. Naukę kontynuował na State University of New York (SUNY Purchase), zanim przeniósł się do Mason Gross School of Arts na Uniwersytet Rutgersa. W 2000 ukończył studia z wyróżnieniem.
Jego pierwszą zawodową pracą aktorską po ukończeniu studiów było zagranie martwego syna Davida Lettermana w skeczu w programie CBS Late Show with David Letterman, ale ku jego rozczarowaniu realizacja nie została wyemitowana. Jednak wkrótce potem, w wieku 23 lat, dostał tytułową rolę w komedii romantycznej Debiutant (Tadpole, 2000), grając rolę przedwcześnie rozwiniętego 15-letniego człowieka renesansu Oscara Grubmana u boku Sigourney Weaver i Bebe Neuwirth, za którą zdobył nominację do Nagrody Satelity. Film, który został nakręcony na cyfrowe wideo w ciągu 14 dni w 2000, odniósł natychmiastowy sukces, kiedy został pokazany na Sundance Film Festival w 2002. Stanford kontynuował pracę na scenie w Nowym Jorku w roli Timmy’ego Maplewooda w sztuce Todda Solondza Życie z wojną w tle (Life During Wartime) dla Inertia Productions, jako Sid Vicious w przedstawieniu Sid Vicious Does the Dishes na Love Creek Short Play Festival czy produkcji off-Broadwayowskiej Gdzie mieszkamy? (Where Do We Live?, 2004).
W serialu NBC Brygada ratunkowa (Third Watch, 2001–2002) wystąpił w pięciu odcinkach jako Sergei. Pojawił się też jako aktor w komedii Woody’ego Allena Koniec z Hollywood (Hollywood Ending, 2002) i jako Marcuse w dramacie Spike’a Lee 25. godzina (25th Hour, 2002), przed zdobyciem upragnionej roli Pyro w sequelu X-Men 2 (X2: X-Men United, 2003) i X-Men: Ostatni bastion (X-Men: The Last Stand, 2006).